# Хили-Ривер (аэропорт)
Аэропорт Хили-Ривер (англ. Healy River Airport), (ИАТА: HKB, ИКАО: PAHV, FAA LID: HRR) — государственный гражданский аэропорт, расположенный в населённом пункте Хили (Аляска), США.
Деятельность аэропорта субсидируется за счёт средств Федеральной программы США Essential Air Service (EAS) по обеспечению воздушного сообщения между небольшими населёнными пунктами страны.

## Операционная деятельность
Аэропорт Хили-Ривер занимает площадь в 524 гектар, расположен на высоте 385 метров над уровнем моря и эксплуатирует одну взлётно-посадочную полосу:
- 15/33 размерами 888 x 18 метров с асфальтовым покрытием.

В период с 31 декабря 2004 по 31 декабря 2005 года Аэропорт Хили-Ривер обработал 1300 операций по взлётам и посадкам самолётов (в среднем 108 операций в месяц), из них 62 % пришлось на авиацию общего назначения и 38 % — на аэротакси. В данный период в аэропорту базировалось семь самолётов, из которых 86 % составили однодвигательные и 14 % — многодвигательные.